# 小班小校

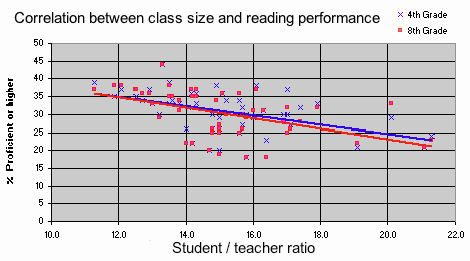
從2005年給予4年級和8年級的美國全國教育進步評估測試結果，課堂規模與閱讀表現的相關性

小班小校又稱小班教學，其形成過程稱為減少班級規模（Class-size reduction，簡稱CSR），是指學生人數約為15-25人的班級，設立目的為提高師生比例以達到較優質的教育。
小班制度是一項長期以來對許多區域具有理論吸引力的改革，美國教師聯盟和國家教育協會支持小班小校的班級。但是也有其他人反對，認為小班小校對學生的成績幾乎沒有影響。許多人擔心減少班級規模的成本。
兩項最著名的小班小校研究是Project STAR，和1980年代中後期在田納西州進行的SAGE項目，於21世紀初在威斯康星州進行。根據Project STAR和SAGE的工作進行的研究發現，即使在他們的教育生涯後期重新引入較大的班級規模，學習的積極基礎也會使學生在以後的生活中更有可能參加高級課程，從高中畢業、進入大學，並主修STEM領域。
隨後對小班小校影響的研究將小班教學與學生和教師的各種認知和非認知益處聯繫起來，包括短期和長期，特別是在班級規模減少的早期階段（K-3）。對於收入較低的學生和有色人種兒童來說，其收益特別明顯，他們的經驗是小班教學的兩到三倍，這使得企業社會責任成為少數幾個被證明可以縮小成就差距的教育改革之一。較小的班級也被發現對學校氣氛，學生社會情感增長、安全和缺課率，家長參與和教師流失產生積極影響，特別是在有大量弱勢兒童的學校。

## 例子
以往台灣、香港和中国大陆部分中小學的班級人數一直過多，一些學校班級人數大都在40人以上，有的甚至將近50人，導致教師教學和輔導的困難，學生的學習品質也難以提升，因此有人提出降低學校和班級人數。
中華民國教育部為落實小班小校，曾擬定相關計畫，但最主要的困難在於政府經費拮据，若要減低班級人數勢必要增設班級數或學校，然而教室、校地或增聘師資皆需要經費，因此一直無法落實執行，只在部份私校或者本身招生人數少的學校才容易落實。
香港亦提出小班教學政策多年，亦得到教育界以及不少學生、家長的支持，惟特區政府至今仍未落實小班教育政策，加上「殺校」和削減教師人手（現時已略為舒緩），小班教學只在部份私校、直資學校和部分津貼小學推行。在其他地方也有類似情況。
近年來受到少子化影響，班級學生人數自然減少，但在台灣位於都市或人口移入較多區域的學校，以及香港一些較受歡迎（多為成績組別較高）的學校，其班級人數仍然偏高。而世界各地的小班教學能否落實，也視情況而定，較為菁英的學校比較容易落實。

## 班級大小的定義
測量班級規模縮減效率的早期狀態是不同意識形態陣營中在文獻中使用不同類別大小定義的傾向。作為每個班級學生人數的直接衡量標準，教育界目前認為群體規模是教師“與每個學生建立直接關係的真正機會”的最佳衡量標準。一個更具延展性的定義和一個現在可疑的，學生與教師的比例，將宣布一種情況，其中一名教師領導一個班級，而另一名教師在後面做文書工作，但不與學生互動的一半大它的團體規模。
過去，根據使用的衡量標準，研究人員傾向於對課堂規模縮減的好處做出截然不同的解釋，從而導致實施的建議大不相同。2002年，時任的喬治·W·布什總統領導的教育部長玛格丽特·斯佩林斯（Margaret Spellings）指出，需要對班級規模的含義進行標準化定義。
為了區分師生比例和班級規模，重要的是要了解幾個關鍵的區別。一般來說，班級人數是指特定學校某一年級的平均班級人數。通常，學生與教師的比例是通過將給定學校的教師總數除以該學校的完整入學人數來計算的。這種區別很重要，因為這個比例並不總是與班級人數相匹配（反之亦然）。例如，學生與教師的比例可能較小，但小班的班級規模可能仍然大於學生與教師比率至人們可以接受的比重。

## 相關計畫

### Project STAR
1981年，當時田納西州州長拉馬爾·亞歷山大，開始了一個三階段項目「Project STAR」，以確定小班級的影響在最早的年級，和其中短期和長期成績表現的班級規模。該計劃於1985年擴大到二年級，到1987年秋季，它涵蓋了幼兒園到三年級。

### Project SAGE
2002年，威斯康星州通過啟動Project SAGE（教育中的學生成就保證）開始自己調查「減少班級規模的智慧」。總共研究了9所低收入學校，他們的地點跨越城市、半城市和農村地區。評估包括實地考察，標準化評估，課程收集以及與教師、校長和學生的訪談。
該研究的指導性假設是：
（1）單獨的班級規模實施不足以促進學生的成績。還需要充分利用較小班級規模的教學方法的變化。（2）減少班級人數可能會產生意想不到的結果。（3）概括需要仔細調整。每間教室都有獨特而具體的背景。

## 其他計畫
PRIME TIME項目由前印第安納州州長Robert D. Orr於1981年提出。目的是通過減少班級規模來提高早期學習體驗的質量。

### 科爾曼報告
1966年出版的“科爾曼報告”引發了極大的議論，從本質上講，家庭背景對學生的學業成就的重要性遠遠超過學校提供的任何資源。
本報告所關注的確定“家庭背景”的確切因素「是父母的教育程度、父母的收入、父母的犯罪歷史和家庭結構」。該報告繼續解釋說，公共政策的重點是改善家庭資源而不是學校資源，這同樣重要，如果不是更重要的話。這可能表明，試圖減少班級規模的政策可能不會對學生的教育成就產生如同降低學生貧困水平的政策那樣顯著的影響。

## 影響
關於小班小校的影響的研究已經將小班教學與學生和教師的各種認知和非認知益處聯繫起來，包括短期和長期，特別是在班級規模在早期階段減少時。事實上，減少班級規模是教育科學研究所（2003）引用的少數K12改革之一，證明通過嚴格的證據可以提高學生的成績。。另一方面、班級規模大小，也可能與各方面影響比較沒有關係。
減少班級人數是教育改革，學生數量甚至更少，這些改革已被證明可以縮小成績差距。對於收入較低的學生和有色人種的孩子來說，它的好處特別明顯，他們經小班教學的成績及學歷是原本兩到三倍。
較小的班級也被發現對學校氣氛、學生社會情感增長、安全和缺課率、家長參與和教師流失問題產生正面影響，特別是在有大量弱勢兒童的學校。

### 學業成績
小班教學（20名或以下的學生）與學業成績變好有關。小學初期和低收入學生的影響最為明顯。
- 通過NAEP（國家）考試的分數，分析了2500多所學校的學生在考試難度的州考試中的表現。分析表明，在控制學生背景後，與學生考試成績正相關的唯一因素是班級規模。在這項研究中，學生的成績與較低年級的較小班級更為緊密相關。[17]
- 田納西州STAR研究的結果顯示，小班學生的等級保留率較低：17％的小學生課程停滯，而“常規”和“常規加助手”課程分別為可達30％和44％。此外，在小學階段從事較小班級的學生數量減少了十年級。[17]
- K-3等級較小的班級規模導致考試成績顯著提高，單憑較高成就的經濟效益預計會產生兩倍的成本減少班級規模。[18]
- 現K-3小班的四年時間使高中畢業的機率提高了約80％。[19]
- 較小的班級顯著增加了學生上大學，獲得大學文憑和在STEM領域（科學，技術，工程或數學）獲得學位的概率。[4]
- 研究文獻的回顧表明，較小的班級對學生的成績有很大的積極影響，並且在絕大多數研究中縮小了成績差距。在112項經同行評審的研究中，除了其中三項是小班教學成本較高以外，其他所有研究的成本都超過了小班教學的成本。[20]

### 成績差距
- 1978年研究如果所有學生被分配到K-3年級的準1-4到4年，那麼黑白測試分數差距將下降38％。 K-3等級，之後為15％。他們還估計，在1971年至1999年期間，黑人和白人學生的學生與教師比例的全國趨勢幾乎佔據了NAEP考試所測量的那個時期黑白測試分數差距的縮小範圍。此外，他們得出的結論是，K-3年級的大級的學生的數據的數據數據，大學入學考試的黑白差距將縮小60％，這將縮小這些考試成績的差距。[21]
- 根據2000年研究，學生與教師種族錯配對小班學業成績的影響。他發現雖然教師和學生的種族錯配對普通班級的學業成績產生了負面影響，但小班教學卻沒有這種影響。[22]
- 根據2004年研究，三年級或更長時間的小班教學使得從低中學生高中畢業的機率提高了約67％。早期四年的小班教學的機率增加了一倍多。低收入三年或三年以上小班學生的畢業率至少與高收入學生的畢業率一樣高，縮小了收入差距。[22]
- 根據2005年研究，儘管所有類型的學生在後期成績中都能從小班教學中受益，但成績較差的學生受益更多，特別是在閱讀和科學方面。[19]
- 根據2009年一項研究中研究了多種投入對大多數拉丁/學校學生成績的影響，發現學生與教師比率的下降是學生成績增長的最大預測因素。[23]
- 小班小校初期成績中被隨機分配到小班教學的黑人學生的就業率和收入顯著高於成年人。[24]
- 對於黑人學生來說，K-3年級的學生大大減少，使閱讀、數學、聽力和單詞識別技能的學習成績顯著提高。[25]
- 一些學家在2013年研究出：貧困、少數民族和男性學生在提高考試成績，學校參與度以及較低的職系保留率和輟學率方面受益於減少班級規模。[26]
- 研究了小班教學對高等教育成績和完成學業的影響，並估計小班教學的分配增加了上大學的概率2.7個百分點，黑人的影響是兩倍多。在大學入學概率最低的學生中，大學入學率增加了11個百分點。[4]
- 國家教育政策中心（NEPC）的報告中總結了減少班級規模的好處及其縮小成就差距的效果。她的結論是，畢業率提高和就業增加將產生大量節餘，特別是在低收入和少數群體中。[27]
- 在112項同行評審研究中，絕大多數人發現較小的班級有助於縮小成就差距。[20]
- 國家教育政策中心（NEPC）報告的文獻綜述中，對於貧困和少數民族學生來說，班級規模縮減的積極影響是其兩倍。[28]

### 安全、出勤和紀律問題
小班教學可以使安全及紀律出現比原本制度下明顯的進步。K-3小班的10年級學生平均0.32天未上課，而「常規」和“常規加輔助”班的學生分別為0.62和0.77天未上課。
另外對於白人青少年出生率而言，女子的在較早時間分配到規模較小的班級，那麼青少年階段的出生率就會降低三分之一。
幾乎所有研究都顯示了小班級對學生學習行為的正面影響，包括反社會行為的減少（即反抗教育的作為）從與教師或其他學生的互動和/或從事對於破壞性行為）和增加親社會行為（即遵循規則並與教師積極互動以及與其他孩子合作）。

### 學校氣候
- 芬等人（2003）[30]分析了班級規模與學習行為，社會行為和教學風格之間的關係，顯示了所有三個領域的班級規模縮小與結果之間的正相關關係。課堂規模的縮小與學術參與度，學生努力，課堂主動性和任務時間的增加有關。此外，小班教師能夠更親密地了解每個學生，並且他們對更廣泛的學生行為的容忍度也有所提高。
- 巴卜卡克和Betts（2009）：調查了較小的班級提高學業成績的機制，發現小班教學更好地使教師能夠吸引“低成本”的學生，正如低於平均水平的學生所定義的那樣迅速開始工作，表現得很好適當地在課堂上，表現出自律，並遵循指示。
- 班級規模縮減的影響，指出教師能夠更頻繁地與個別學生互動，並使用更多種類的教學和差異化策略。學生在課堂上的參與度更高，破壞性也更小。
- 課堂規模的減少與學校心理參與相關的非認知技能的提高，對教師，同齡人的積極反應，和一般的學者，更高的興趣和動機，更低的無聊和焦慮水平，以及更大的歸屬感。小班學生更有可能期待上課，相信這個主題對他們的未來有用，並且不那麼害怕提問。

### 家長參與
- 規模較小的班級的學生家長與教師的聯繫更多，對孩子的教育更滿意。74％的家長報告說他們開始與孩子的老師聯繫，而一般班級的家長則為69％。在較小的班級中生育孩子的父母也對其學校教育的各個方面給予比一般的班級更高的評價。[31]
- Bascia（2010年）[32]總結了亞伯達大學的一項研究。在與父母面談後，研究人員發現他們能夠更頻繁地與老師見面而受到鼓舞。該報告還引用了安大略省減少班級規模研究的證據，顯示許多家長報告說，當他們的孩子被分配到較小的班級時，他們與教師的關係會更好。

### 對於教師
- 根據紐約市議會對公立學校教師的調查（2004年）[33]，紐約市近三分之一（30％）的新教師（1到5年經驗）表示他們不太可能在紐約學校在未來三年內。對於那些想要離開紐約市公立學校的老師來說，他們工作條件的三大變化最有可能說服他們留下一份新的高薪合約、更小的班級和更好的學生紀律。
- 勒布等人（2005年）提出[34] 檢查了教師調查和學校層面數據的數據，以確定職業條件與教師流動率之間的關係。他們發現，過大的班級的存在顯著增加了教師的流動率。
- 小班授課可以提高教師的士氣，這可以提高老師的出勤率，減少代課老師的費用，減少教師的浪費。
- Ingersoll (2015)指出，工作不滿是導致教師流動的主要原因，54％的離開學校的教師報告說，大班教學使得於他們做出這項決定。

## 教師培訓
較小的課程為教師提供了參與提高學生成績的實踐的機會。然而，一些研究人員擔心教師是否會充分利用這些機會，並認為他們傾向於使用與大小班級相同的策略（主要是講課）。這種關注促使一些人倡導教師培訓，以釋放這項制度的全部潛力。
有報告指出小班教學也產生了好處，尤其是加利福尼亚州、威斯康辛州的學校，這個制度在那些地方提供了很好的成長。

## 經濟學影響
鑑於目前部分國家金融市場的不確定性，一些評論員鼓勵政策制定者考慮在削減重要預算時實施或擴大班級小班小校政策是否可行。
然而，教師雜誌民意調查顯示，超過70％的現任教師認為大班教學是他們工作滿意度和教學能力的主要障礙之一。他們指出，教師保留率低導致再培訓費用增加，導致目前缺乏合適的教師。當面對不斷更換的新教師時，學生的成績也會因為不同老師而受到影響。
當前在學的學生也為他們的社區帶來了更多的價值，儘管有其他經濟學家質疑這一點，但是一些經濟學家認為較小的班級規模可以在內部收回成本。  。然而，一個有效的發現是，擁有更多教育培訓和工作經驗的教師的學生更有可能在以後的生活中獲得更高的收入。到27歲時，班級規模大小對收入沒有顯著影響。其他調查結果顯示，進入小班教育的學生更有可能容易從高中畢業，以及上大學。

## 另見
- 其他教育方式
  - 男校
  - 女校
  - 男女校

## 備註
1. ↑  Hattie, J. (2005, August), What is the nature of evidence that makes a difference to learning? Keynote address presented at the 2005 Research Conference, Lumina Grand Hyatt Hotel, Melbourne, 7–9 August 2005.
2. 1 2  Biddle, B. J. & Berliner, D. C. (2002) Research synthesis: small class size and its effects, Educational Leadership, 59(5), 12–23.
3. ↑  Eric Hanushek (1999) “The Evidence on Class Size,” （页面存档备份，存于）  in Earning and learning: How schools matter, edited by Susan E. Mayer and Paul E. Peterson (Washington, DC: Brookings Institution): 131-168
4. 1 2 3  Dynarski, Susan, Joshua Hyman, and Diane Whitmore Schanzenbach. 2013. “Experimental Evidence on the Effect of Childhood Investments on Postsecondary Attainment and Degree Completion.” Journal of Policy Analysis and Management 32(4): 692-717.
5. ↑  小校小班的迷思？小校小班能提高學生學習成就嗎？
6. ↑  如：屯門東華三院鄧肇堅小學、柴灣救世軍中原慈善基金學校
7. ↑  Graue, M. E., Hatch, K., Rao, K., & Oen, D. (2007). The wisdom of class size reduction. American Educational Research Journal, 44(3), 670-700.
8. ↑  Ehrenberg, R. G., Brewer, D. J., Gamoran, A., & Willms, J. D. (2001). Class size and student
achievement. Psychological Science and the Public Interest, 2(1), 1-30.
9. ↑  .   [2019-03-15]. （原始内容存档于2015-05-14）.
10. ↑  Mosteller, F. (1995). The Tennessee study of class size in the early school grades. The Future of Children, 5, 113-127.
11. ↑  Graue, E., Hatch, K., Rao, K. & Oen, D. (2007). The wisdom of class-size reduction.American Educational Research Journal, 44(3), 670-700.
12. ↑  Egalite, Anna (Spring 2016). "How Family Background Influences Student Achievement" （页面存档备份，存于）. Education Next. Retrieved November 28, 2017.
13. ↑  学級規模が児童生徒の学力に与える影響とその過程(平成25 ～ 26 年度プロジェクト研究「少人数指導・少人数学級の効果に関する調査研究」調査研究報告書) （页面存档备份，存于）（国立教育政策研究所）
14. ↑  Hojo, Masakazu; Oshio, Takashi. . Asian Economic Journal. 2012-12, 26 (4): 333–357. ISSN 1351-3958. doi:10.1111/j.1467-8381.2012.02087.x （英语）.
15. ↑  Akabayashi, Hideo; Nakamura, Ryosuke. . Japanese Economic Review. 2013-07-01, 65 (3): 253–281. ISSN 1352-4739. doi:10.1111/jere.12017 （英语）.
16. ↑  . 2016-09-13  [2016-09-26]. （原始内容存档于2016-11-09） （美国英语）.
17. 1 2 3  Wilson, Valerie. 2002. Does Small Really Make a Difference? University of Glasgow: The Scottish Council for Research in Education.
18. ↑  Krueger, Alan B. 2003. “Economic Considerations and Class Size.” The Economic Journal 113 (February): F34-F63.
19. 1 2  Finn, Jeremy D. and Susan B. Gerber and Jayne Boyd-Zaharias. 2005. “Small Classes in the Early Grades, Academic Achievement, and Graduating from High School,” Journal of Educational Psychology.
20. 1 2  Zyngier, David. 2014. “Class size and academic results, with a focus on children from culturally, linguistically and economically disenfranchised communities.” Evidence Base 1.
21. ↑  Krueger, Alan B., & Whitmore, D. M. 2002. "Would Smaller Classes Help Close the Black-White Achievement Gap?"  Bridging the Achievement Gap. Brookings Institution Press.
22. 1 2  Dee, Thomas S.  2004. “Teachers, Race, and Student Achievement in a Randomized Experiment.” The Review of Economics and Statistics 86(1): 195-210.
23. ↑  Konstantopoulos, Spyros and Vicki Chung. 2009. “What are the Long-term Effects of Small Classes on the Achievement Gap? Evidence from the Lasting Benefits Study.” American Journal of Education 116: 125-154.
24. ↑  Wilde E.T., J. Finn, G. Johnson, P. Muennig.  2011. “The effect of class size in grades K-3 on adult earnings, employment, and disability status: evidence from a multi-center randomized controlled trial.” Journal of Health Care for the Poor and Underserved 22(4):1424-35.
25. ↑  Shin, Yongyun. 2012. “Do Black Children Benefit More from Small Classes? Multivariate Instrumental Variable Estimators with Ignorable Missing Data.” Journal of Educational and Behavioral Statistics, 37(4).
26. ↑  Achilles, Charles M. 2012. Class-size Policy: The Star Experiment and Related Class-size Studies. National Council of Professors of Educational Administration.
27. ↑  Schanzenbach, Diane W.  2014. Does Class Size Matter? National Education Policy Center and University of Colorado Boulder.  Boulder, CO.
28. ↑  Mathis, William J. 2016. The Effectiveness of Class Size Reduction. National Education Policy Center and University of Colorado Boulder. Boulder, CO.
29. ↑  伊藤, 大幸; 浜田, 恵; 村山, 恭朗; 髙栁, 伸哉; 野村, 和代; 明翫, 光宜; 辻井, 正次. . 教育心理学研究. 2017, 65 (4): 451–465. ISSN 0021-5015. doi:10.5926/jjep.65.451 （日语）.
30. ↑   Finn, Jeremy D., Gina M. Pannozzo, and Charles M. Achilles. 2003. “The Why’s of Small Class Size: Student Behavior in Small Classes.” Journal of Educational Psychology 97(2): 214-223
31. ↑  Bohrnstedt, George W. and Brian M. Stecher. 1999. Class Size Reduction in California 1996-1998: Early Findings Signal Promise and Concerns. CSR Research Consortium.
32. ↑  Bascia, Nina. 2010. Reducing Class Size: What Do We Know? Canadian Education Association. Toronto, ON.
33. ↑  NYC Council Investigation Division. 2004. Report on Teacher Attrition and Retention.
34. ↑  Loeb, Susanna, Linda Darling-Hammond, and John Luczak. 2005. “How Teaching Conditions Predict Teacher Turnover in California Schools.” Peabody Journal of Education 80(3):44-70.
35. ↑  Cahen, L. S., Filby, N., McCutcheon, G., & Kyle, D. W. (1983). Class size and instruction: A
field study. New York: Longman.
36. ↑  Rice, J. K. (1999). The impact of class size on instructional strategies and the use of time in high school mathematics and science courses. Educational Evaluation and Policy Analysis, 21(2), 399-414.
37. ↑  Slavin, R. (1989). Achievement effects of substantial reductions to class size. In R. Slavin (Ed.),
School and classroom organization (pp. 247-257). Hillsdale, NJ: Earlbaum.
38. ↑  Stasz, C., & Stecher, B. M. (2002). Before and after class size reduction. In J. D. Finn & M. C. Wang (Eds.), Taking small classes one step further (pp. 19-50). Greenwich, CT: Information Age Publishing.
39. ↑  Blatchford, Peter; Chan, Kam Wing; Galton, Maurice; Lai, Kwok Chan; Lee, John Chi Kin. . Routledge. 2016-04-28. ISBN 9781317643470 （英语）.
40. ↑   (PDF).   [2012-01-01]. （原始内容存档 (PDF)于2012-03-01）.
41. ↑  . Edweek.org. 2008-09-10  [2012-01-01]. （原始内容存档于2012-01-19）.
42. ↑  Krueger, A.B. (2003). ‘Economic considerations and class size’, Economic Journal, 113(F34–63).
43. ↑  Chetty et. al (March 2011). "How Does Your Kindergarten Classroom Affect Your Earnings?" （页面存档备份，存于） (PDF). http://www.equality-of-opportunity.org/assets/documents/star_paper.pdf （页面存档备份，存于）. Retrieved November 28, 2017.

## 外部連結
- Class-Size Reduction Research （页面存档备份，存于） from classsizematters.org
- Fact Sheets on Class Size （页面存档备份，存于） from classsizematters.org
- "Identifying and Implementing Educational Practices Supported By Rigorous Evidence: A User-Friendly Guide" （页面存档备份，存于） (2003) U.S. Department of Education, Institute of Education Sciences, National Center for Education Evaluation, and Regional Assistance, and the Coalition for Evidence-Based Policy
- 少人数教育の実現 （页面存档备份，存于） 文部科学省